# Пца
Пца (груз. ფცა) — село в Грузии, на территории Карельского муниципалитета края (мхаре) Шида-Картли.

## География
Село находится в центральной части Грузии, на левом берегу реки Пца, на расстоянии приблизительно 10 километров (по прямой) к северо-западу от города Карели, административного центра муниципалитета. Абсолютная высота — 675 метров над уровнем моря.

## Население
По результатам официальной переписи населения 2014 года в Пце проживало 853 человека (408 мужчин и 445 женщин). В национальной структуре населения грузины составляли 99,1 %, армяне — 0,5 %, осетины — 0,2 %.
| Год  | Население, человек |
| ---- | ------------------ |
| 2002 | 1120               |
| 2014 | ↘ 853              |